# دراج سفلي
دراج سفلي هي قرية في مقاطعة مراغة، إيران. عدد سكان هذه القرية هو 102 في سنة 2006.